# Hassan
Hassan là một thị xã và là nơi đặt hội đồng thành phố của quận Hassan thuộc bang Karnataka, Ấn Độ.

## Địa lý
Hassan có vị trí 13°04′B 76°06′Đ / 13,06°B 76,1°Đ Nó có độ cao trung bình là 972 mét (3188 feet).

## Nhân khẩu
Theo điều tra dân số năm 2001 của Ấn Độ, Hassan có dân số 117.386 người. Phái nam chiếm 51% tổng số dân và phái nữ chiếm 49%. Hassan có tỷ lệ 79% biết đọc biết viết, cao hơn tỷ lệ trung bình toàn quốc là 59,5%: tỷ lệ cho phái nam là 82%, và tỷ lệ cho phái nữ là 75%. Tại Hassan, 10% dân số nhỏ hơn 6 tuổi.